# سمارة نمساوية
السمارة النمساوية (باللاتينية: Sisymbrium austriacum) نوع نباتي يتبع جنس السمارة من الفصيلة الصليبية.